# 楽大心
楽大心（がく たいしん）は、紀元前6世紀の中国、春秋時代の宋の貴族である。宋の右師となり、元公と景公に仕えた。

## 解説
魯の昭公22年（紀元前520年）の内乱と周辺諸国の介入で、それまで力をふるっていた華氏と向氏の一族が没落したため、元公によって楽大心が右師に、同族の楽祁は司城に任命された。大心は、宋の都城の門の一つである桐門の近くに居宅をかまえたため、桐門右師と呼ばれた。
楽祁は魯の定公6年（紀元前504年）に晋に使者として赴いて囚われ、そこで客死した。魯の定公9年（紀元前501年）、景公は楽大心に晋で盟約を交わし、楽祁のなきがらを引き取るよう命じたが、楽大心は仮病をつかって断った。そのとき楽祁の子、楽溷（子明）が、「私はまだ衰絰（喪服）を着ているのに、あなたが鐘を撃つのはなぜですか」と楽大心に尋ねた。喪中には音楽のような娯楽は慎むべきだからである。大心は「遺骸がまだ着いていないので喪中ではありません」と答えたが、後で他の人に、「自分は衰絰のうちに子をなしながら、なぜ私には鐘を捨てよと言うのか」と言った。喪中には性交も慎むべきだからである。それを聞いた楽溷は怒り「桐門右師は戴氏（楽氏らは宋の戴公を先祖としたので戴氏という）の不利に働いています。病ではないのに晋に行くのを断っており、将来乱をなすでしょう」と景公に告げた。楽大心の立場は悪くなり、翌年（紀元前500年）、追放されて曹に出奔した。